# Ulf Jon Hörnfeldt

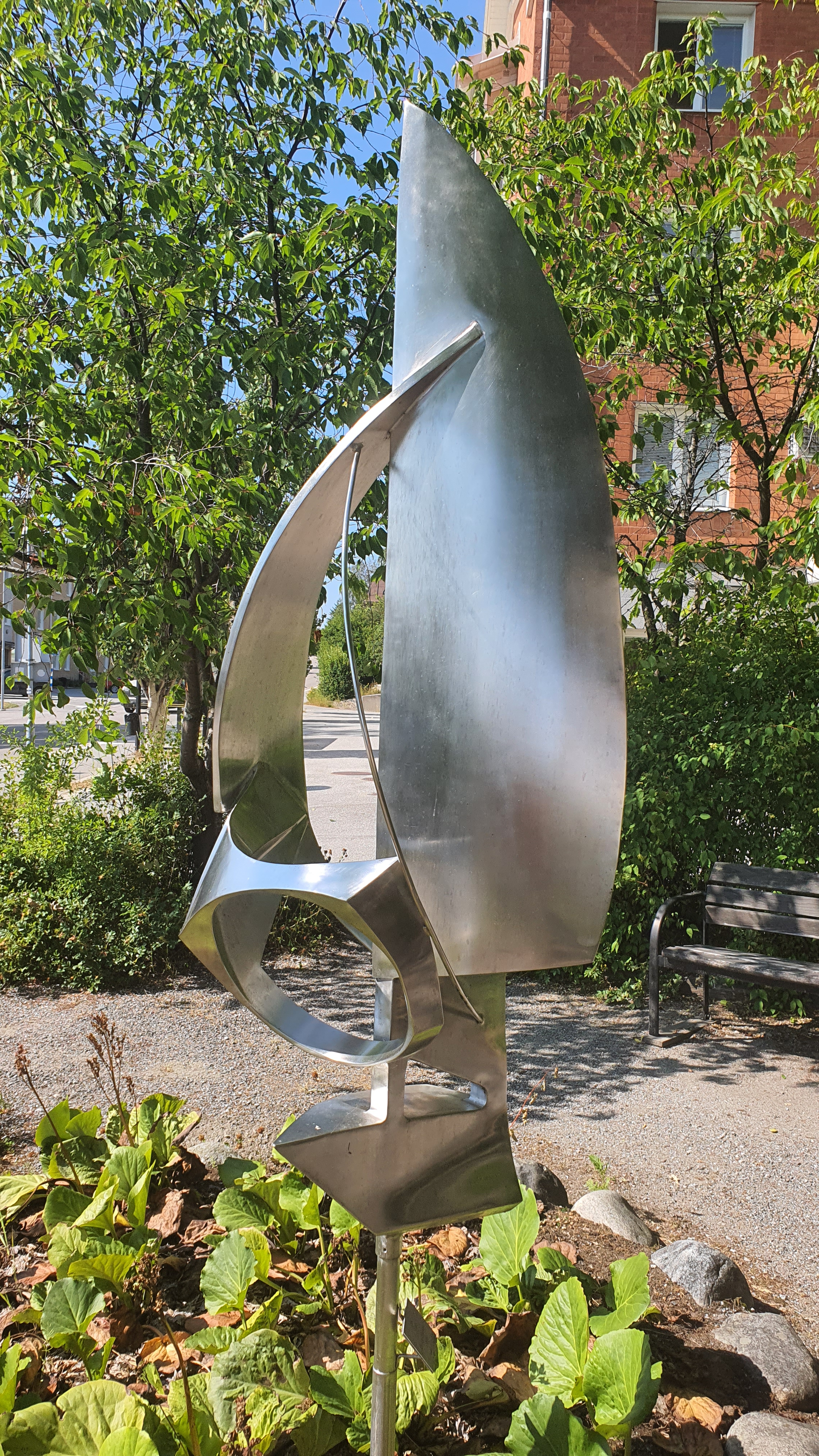
Spinnak, 1994, Ulf Jon Hörnfeldt

Ulf Jon Hörnfeldt, född 1934 i Örnsköldsvik, död där 2013, var jazztrummis, reklamskapare och senare konstnär, framförallt skulptör.

## Offentliga verk i urval
- Spinnak, Torget i Järved
- Shilling Banco, Torget i Bjästa
- Klackspark med skruv, Sidensjö idrottsplats[3]